# HMS Dragon (D35)
HMS Dragon (D35) (с англ. — «Эскадренный миноносец Её величества «Дракон», бортовой номер 35») — британский эскадренный миноносец противовоздушной обороны типа 45, или класса Daring, Королевского военно-морского флота. Является четвёртым из шести кораблей этого типа. Был заложен в 2005 году, спущен на воду в 2008 году и введён в эксплуатацию в апреле 2012 года.

## Строительство и испытания
Строительство «Dragon» началось на верфях BAE Systems Naval (в настоящее время BAE Systems Maritime — Naval Ships) в Скотстоне (Глазго) на Клайде в декабре 2005 года. Корабль был спущен на воду 17 ноября 2008 года.
Провёл ходовые испытания с 5 ноября 2010 года. HMS Dragon вошёл в состав Королевского флота 20 апреля 2012 года. С 27 апреля три дня находился в Ливерпуле, где один день был открыт для публики и посетители могли увидеть внутреннюю часть корабля, включая операционную.

## История службы

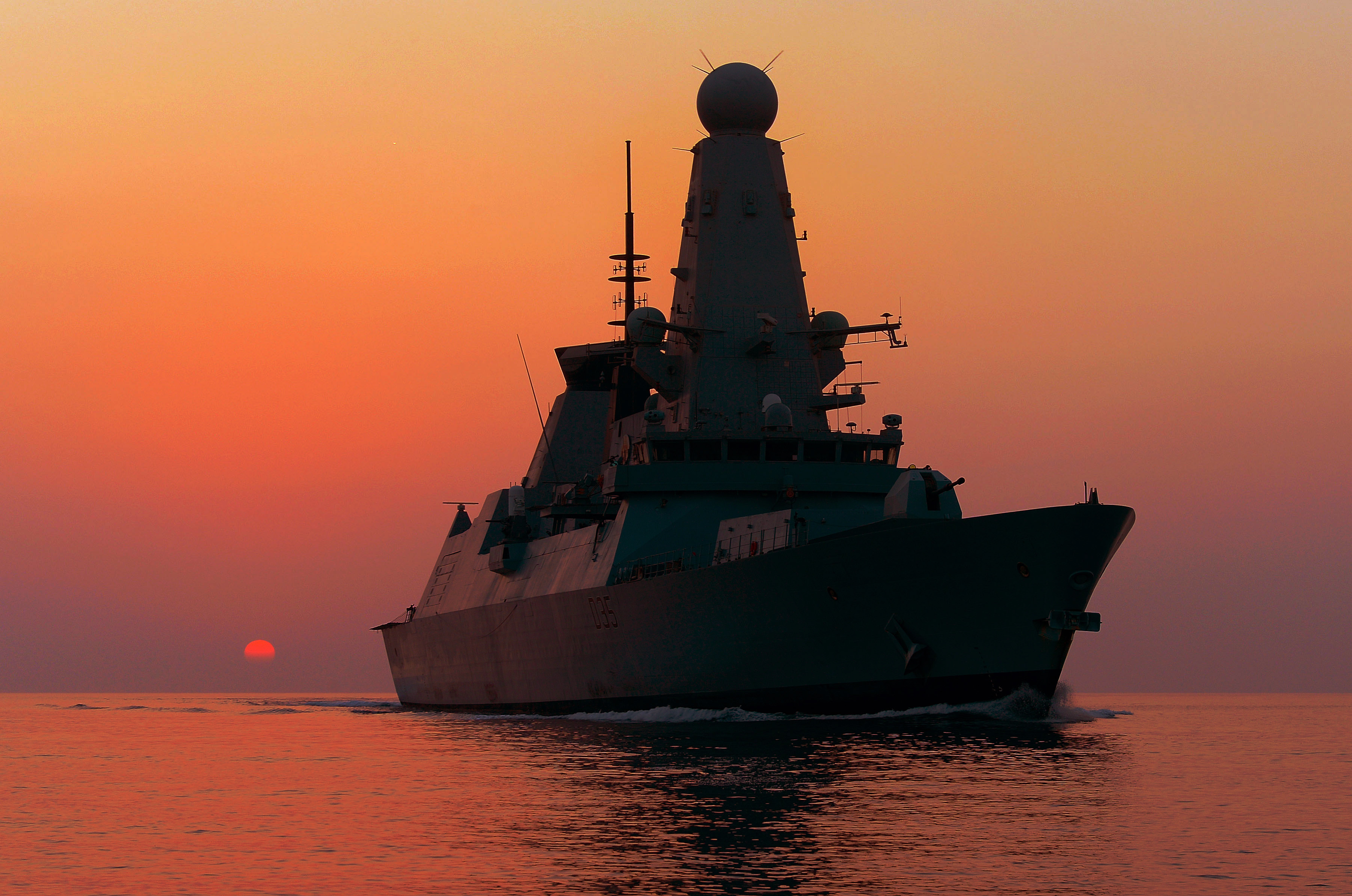
HMS Dragon на Ближнем Востоке. 2013 год.

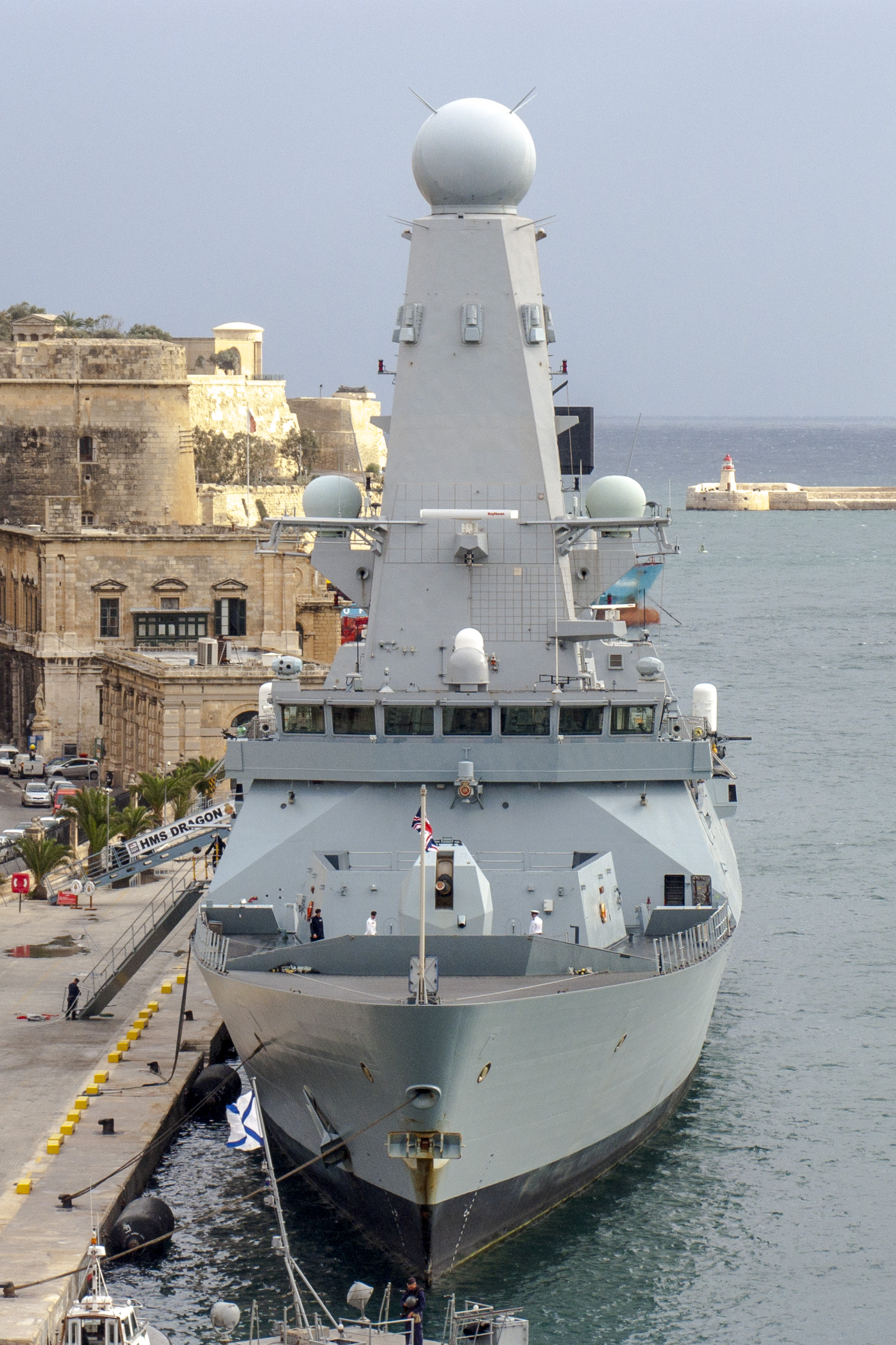
HMS Dragon на Мальте. 2013 год.

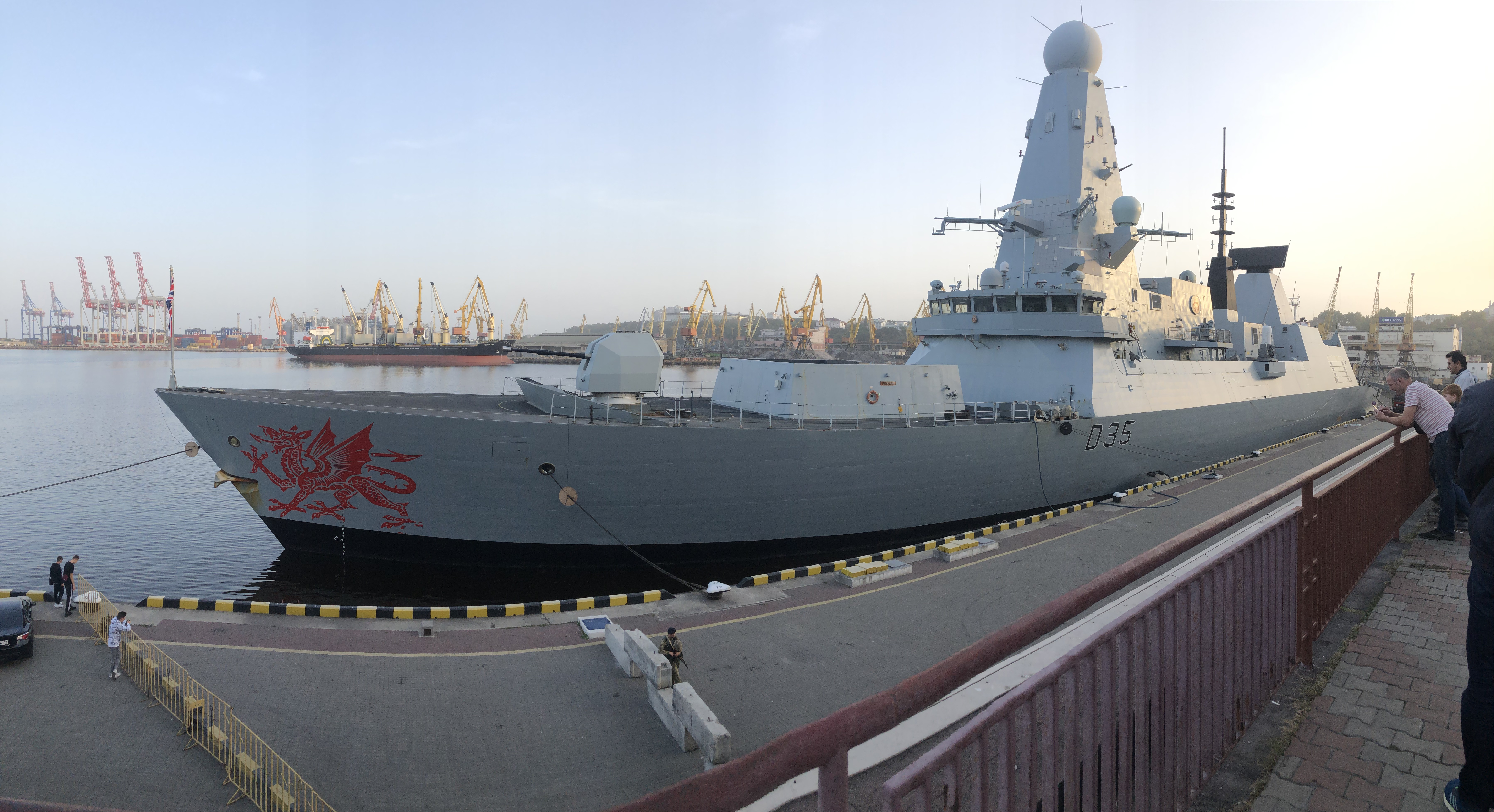
HMS Dragon в Одесском порту. 2020 год.

В августе 2013 года находился с авианосной группой USS Nimitz в Аравийском море, выступая в качестве основного корабля воздушного контроля. В августе 2013 года HMS Dragon участвовал в учениях взаимодействия нескольких истребителей Тайфун из 6-й эскадрильи RAF с американскими истребителями в Персидском заливе. После этого был развёрнут в Восточном Средиземноморье.
В апреле 2014 года «Дракон» был развёрнут в водах к северу от Шотландии, после того как он отплыл из Портсмута, чтобы отследить российский военный корабль «Вице-адмирал Кулаков». В конце 2014 года состоял в Атлантическом патрульном управлении Королевского флота.
В октябре 2016 года был отправлен для отслеживания двух российских корветов в Атлантике во время крупного развёртывания Российских ВМФ возле Великобритании.
11 февраля 2017 года «Дракон» спас 14 членов экипажа британской яхты «Клайд Челленджер», которая после повреждения плыла по течению в Атлантическом океане в 1130 км к юго-западу от Лендс-Энд (Корнуолл).
26 ноября 2018 года «Дракон», находясь на операции на Ближнем Востоке, задержал подозрительную лодку, в которой было обнаружено 148 мешков, содержащих в общей сложности 3048 кг гашиша. 15 марта 2019 года «Дракон» осуществил седьмое изъятие наркотиков: 224 кг героина с рыболовного судна в Аравийском море. С апреля 2019 года патрульная служба на Ближнем Востоке была возложена на фрегат HMS Montrose.
В октябре 2020 года «Дракон», находясь в Чёрном море, зашёл в территориальные воды Украины в районе мыса Херсонес. На требования российской стороны немедленно их покинуть командир эсминца сообщил о плохом приёме сигнала. В результате совместных действий Погранслужбы ФСБ, ВМФ и ВКС России «Дракон» был выдворен из территориальных вод России.

## Характерные черты

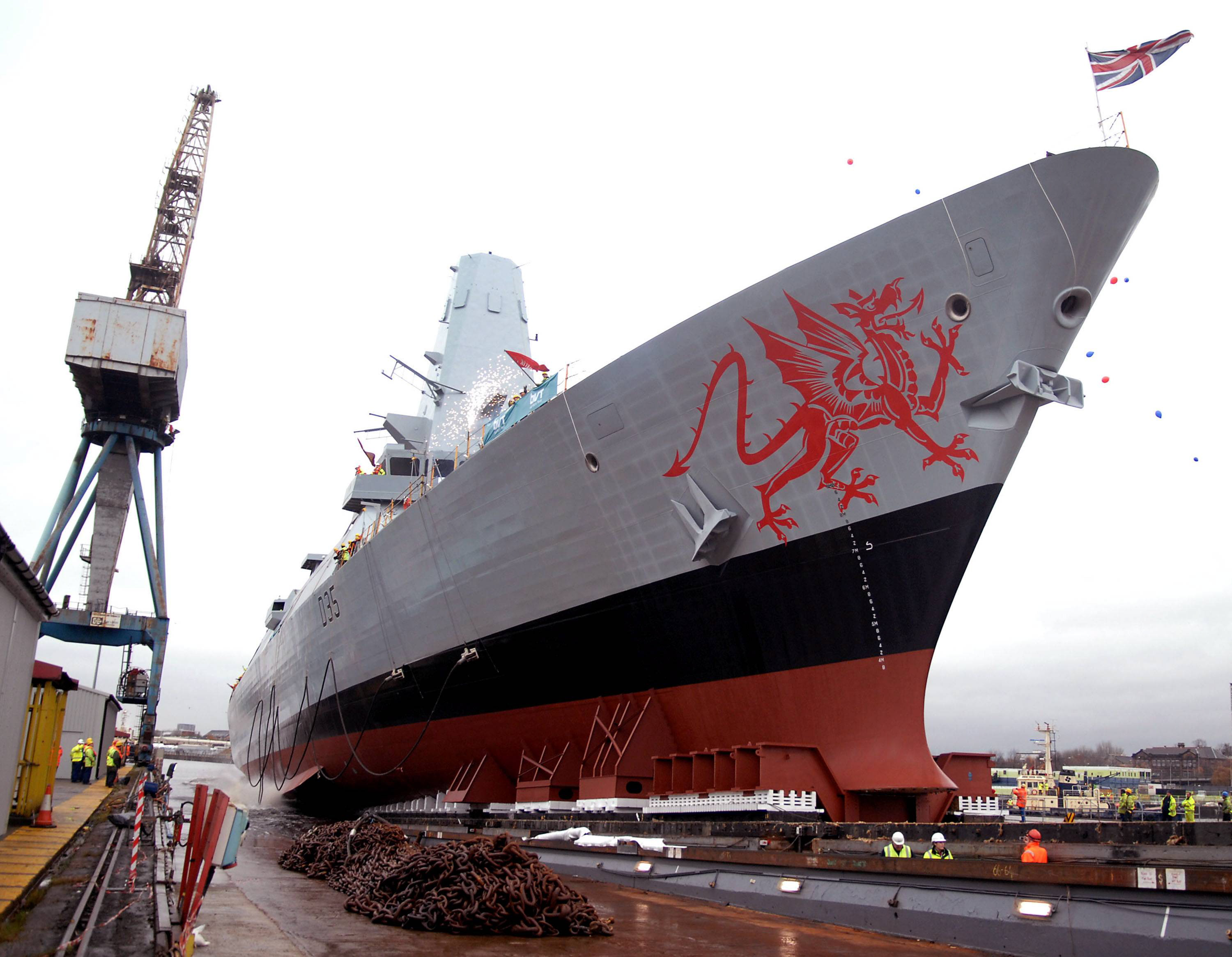
Изображение красного валлийского дракона на носу HMS Dragon (2008).

HMS Dragon несёт на каждой стороне носа изображения красного валлийского дракона. Это единственный корабль Королевского флота, который был украшен таким образом. Драконы были удалены во время ремонта 2011 года, но восстановлены в 2016 году.